# Himantopus
Himantopus (stylteløbere) er en slægt af vadefugle, der omfatter 4-5 arter. De er udbredt på alle kontinenter, bortset fra Antarktis. Arten stylteløber (Himantopus himantopus) ses af og til i Danmark.